# Půda

Základní členění půdních horizontů, matečná hornina (R) se v českém prostředí označuje spíše písmenem D

Půda tvoří nejsvrchnější vrstvu zemské kůry. Je prostoupená vodou, vzduchem a organismy, vzniká v procesu pedogeneze pod vlivem vnějších faktorů a času a je produktem přeměn minerálních a organických látek a zaniká procesem eroze. Většina současné půdy není starší než z období pleistocénu. Je morfologicky organizovaná a poskytuje životní prostředí rostlinám, živočichům a člověku. Půda je předmětem studia pedologie.
V geografii se soubory půd nazývají pedosféra a jsou studovány pedogeografií.
Z pohledu geografie tvoří půda, potažmo celá pedosféra, tu část krajinné sféry, kde množství a intenzita vzájemných vztahů mezi dílčími krajinnými sférami je největší, kde se sféry stýkají a dokonce se částečně navzájem prolínají. Dosahuje tloušťky až 4 metrů.
Každá půda obsahuje podíl regolitu, vody, vzduchu a organické hmoty. Podíly složek zastupují jednotlivé geosféry: litosféru, hydrosféru, atmosféru a biosféru. Pokud jedna z těchto složek chybí, nejedná se o půdu. Jednotlivé půdní složky jsou vzájemně promíšeny a vytvářejí heterogenní polydisperzní systém.

## Složení a vlastnosti půd
Zastoupení složek a jejich vzájemné reakce v půdním prostoru předurčuje fyzikální a chemické vlastnosti půd.
Pevná složka půdy vzniká rozpadem a rozkladem hornin. Půda obsahuje primární a sekundární (jílové) minerály. Do pevné složky půdy se zpravidla zahrnuje organická neživá (humus) a živá složka (edafon).
Kapalná složka půdy vyplňuje póry pevné složky, přičemž se volně pohybuje půdním prostorem pod vlivem gravitace a může dosáhnout až k podzemní vodě, nebo je vázána na povrch půdních částic coby adsorpční voda, nebo je vázána na půdní částice adhezními silami coby kapilární voda, takže může být spojena s hladinou podzemní vody. Půdní voda je obohacována o látky z pevné i plynné složky půdy a vzniká půdní roztok.
Plynná složka půdy též vyplňuje póry pevné složky, kapalnou půdní složkou je přesunována a uzavírána v půdním prostoru. Půdní vzduch díky dýchání půdních organizmů a podzemních částí rostlin obsahuje několikanásobně více oxidu uhličitého, obsahuje i větší podíl vodní páry než vzduch nad úrovní terénu a jeho relativní vlhkost je větší.
Mezi jednotlivými půdními složkami probíhá přenos hmoty a energie.

### Fyzikální vlastnosti
Pevná minerální složka půdy je charakterizována různou velikostí částic (zrn). Soubor zrn určité velikosti tvoří frakci – zrnitostní kategorii. Poměrné zastoupení frakcí charakterizuje půdu z hlediska půdní zrnitosti (textury) a předurčuje její zařazení v klasifikaci půdních druhů. Půdní zrnitost je základní fyzikální vlastnost půdy.

### Chemické vlastnosti
Základní chemickou vlastností půdy je reakce půdního roztoku.

## Klasifikace půd
Český taxonomický klasifikační systém půd rozděluje půdy do následujících klasifikačních kategorií:

Schémata půdních profilů vybraných půdních typů: a – černozem, b – kambizem, c – hnědozem, d – podzol, e – rendzina

- Referenční třída půd: Leptosoly
  - Půdní typ: Litozem (symbol LI)
  - Půdní typ: Ranker 	(RN)
  - Půdní typ: Rendzina 	(RZ)
  - Půdní typ: Pararendzina 	(PR)
- Referenční třída půd: Regosoly
  - Půdní typ: Regozem 	(RG)
- Referenční třída půd: Fluvisoly
  - Půdní typ: Fluvizem (FL)
  - Půdní typ: Koluvizem 	(KO)
- Referenční třída půd: Vertisoly
  - Půdní typ: Smonice 	(SM)
- Referenční třída půd: Andosoly
  - Půdní typ: Andozem 	(AD)
- Referenční třída půd: Černosoly
  - Půdní typ: Černozem 	(CE)
  - Půdní typ: Černice 	(CC)
- Referenční třída půd: Luvisoly
  - Půdní typ: Šedozem 	(SE)
  - Půdní typ: Hnědozem	(HN)
  - Půdní typ: Luvizem 	(LU)
- Referenční třída půd: Kambisoly
  - Půdní typ: Kambizem 	(KA)
  - Půdní typ: Pelozem 	(PE)
- Referenční třída půd: Podzosoly
  - Půdní typ: Kryptopodzol 	(KP)
  - Půdní typ: Podzol 	(PZ)
- Referenční třída půd: Stagnosoly
  - Půdní typ: Pseudoglej 	(PG)
  - Půdní typ: Stagnoglej 	(SG)
- Referenční třída půd: Glejsoly
  - Půdní typ: Glej 	(GL)
- Referenční třída půd: Organosoly
  - Půdní typ: Organozem 	(OR)
- Referenční třída půd: Salisoly
  - Půdní typ: Solončak 	(SK)
- Referenční třída půd: Natrisoly
  - Půdní typ: Slanec 	(SC)
- Referenční třída půd: Antroposoly
  - Půdní typ: Kultizem 	(KU)
  - Půdní typ: Antrozem 	(AN)

### Charakteristika některých půdních typů
- Stepní půda se nachází v mírně vlhkých oblastech.
- Černozem vzniká na spraších pod stepní a lesostepní vegetací, půda s vysokým obsahem humusu.
- Podzol (z ruského slova „popel“) je kyselá málo úrodná půda chladných a vlhkých severských jehličnatých lesů.
- Šedozem vzniká z černozemí.
- Rendzina kamenité půdy, typicky na krasovém území, vysoký obsah uhličitanů v půdním profilu
- Hnědozem vzniká na spraších v listnatých lesích mírného pásu, zemědělsky méně kvalitní než černozem
- Fluvizem (nivní půda) vývojově mladé půdy, často velmi úrodné, v blízkosti řek i menších vodních toků

## Půdotvorné faktory
- Matečná hornina
  - skalní horniny a jejich zvětraliny (regolit)
  - sypké sedimenty (např. říční nebo mořské písky, spraše půdy (půdní sedimenty)
  - je pasivním půdotvorným činitelem, na daném místě se s časem nemění a bez působení dalších faktorů se z ní půda nemůže vyvinout
- Klima
  - přímé působení:
    - změny teploty – rychlost rozkladu rostlinného opadu a odumřelých kořenů
    - změny intenzity srážek – intenzita promývání půdy → obsah živin

  - nepřímé působení prostřednictvím vegetace
- Organismy (edafon)
  - intenzita jejich aktivity záleží na:
    - úživnosti půdy
    - klimatu

## Podmínky půdotvorného procesu
- Reliéf
  - největší význam má
    - výšková poloha
    - svažitost
    - expozice – vystavení vlivu povětrnostních jevů, apod.
    - terénní deprese

  - ovlivňuje provlhčení půdy a její teplotu
- Čas
  - čas nutný k průběhu dějů

## Rozdělení podle využití půdy
Definice, co je obhospodařovaná půda, se liší. Obhospodařovaná zemědělská půda má v ČR přibližně 3,5 milionu ha. Lesní půda má přibližně 2,6 milionu ha.